# 73 Kozacki Oddział Konny Schutzmannschaft
73 Kozacki Oddział Konny Schutzmannschaft (niem. Kosaken-Schutzmannschafts-Abteilung 73, ros. 73-й казачий полицейский конный дивизион) – oddział wojskowy Wehrmachtu złożony z Kozaków, Rosjan i Ukraińców pod koniec II wojny światowej.
Oddział został sformowany w marcu/kwietniu 1944 r. w Nowogródku na obszarze okupowanej Białorusi. Składał się z Kozaków, Rosjan i Ukraińców - b. jeńców wojennych z Armii Czerwonej. Miał cztery szwadrony. Działał na tyłowym obszarze Grupy Armii "Środek", zwalczając partyzantkę. Wchodził w skład Kozackiej Brygady Konnej "Białoruś". W czerwcu 1944 r. wycofał się w rejon Siedlec, gdzie w lipcu tego roku został rozwiązany. Prawdopodobnie jego żołnierze zasilili oddziały Kozackiego Stanu atamana płk. Timofieja I. Domanowa.